# リオ・デ・オロ

リオ・デ・オロ、スペイン統治下の西アフリカ(地図の底あたり)

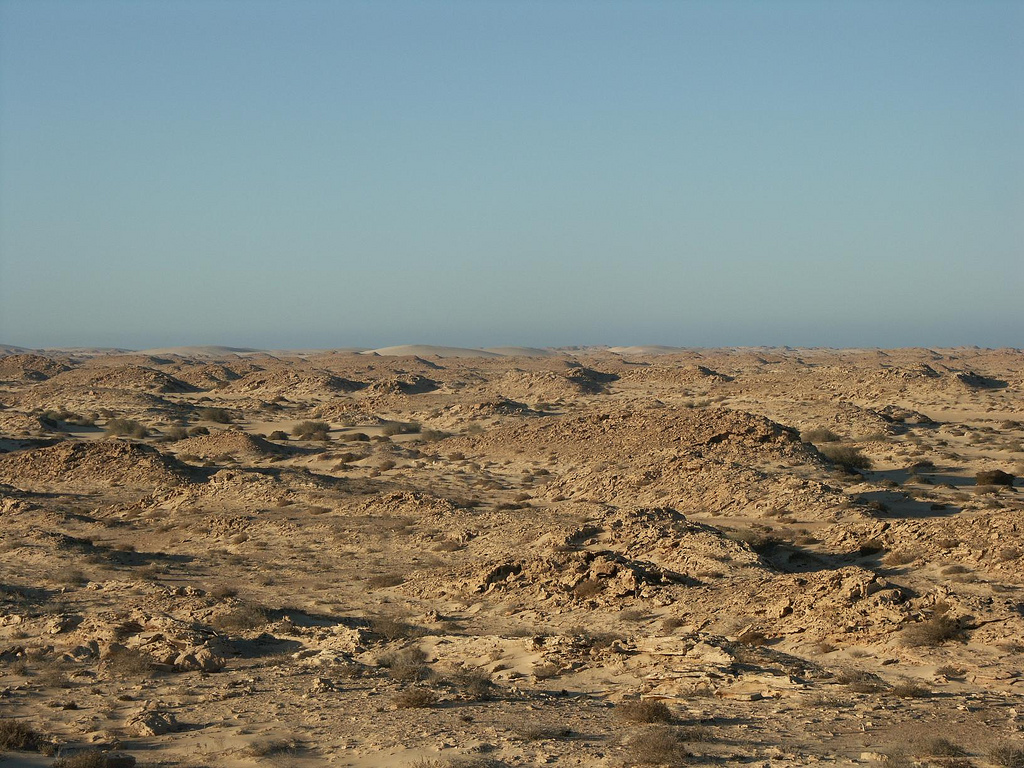
リオ・デ・オロの荒れ果てた地形

リオ・デ・オロ（スペイン語：Río de Oro、"金の河"の意, アラビア語： وادي الذهب 、wādī-að-ðahab、Oued Edhahabと転写される）は、サギア・エル・ハムラとともに、1969年からスペイン領サハラの州を形成した2つの地域のうちの一つである。19世紀後期はスペインの植民地とされていた。
西サハラの南を占め、北緯26度から21度の間にある。面積は71,042 mi.2（184,000 km²）で、全体の3分の2を形成している。

## 名称
リオ・デ・オロ（「黄金の川」の意）の名称は、昔この地域を東西に流れていた川に由来しているが、その川はいわゆる涸れワジもしくは地中に消えたと考えられている。
リオ・デ・オロの州都の名称は、以前はスペイン人植民者の名をとってVilla Cisnerosとされたが、モロッコ行政下で町の名はダフラと改称された。

## 歴史
この地域に黄金の川の名称が付いたのは15世紀で、既に12世紀には北アフリカとの交易で金を受け取っていたイタリアやスペインの商人が西アフリカ奥地（ギニア）で採れる金を求めて大西洋に注ぐ川を目指したためである。この行動はやがてアフリカを南下する大航海時代の幕開けにつながる。
1975年にスペインが撤退すると、激しくポリサリオ戦線によって争われたものの、西サハラはマドリード協定によりモーリタニアとモロッコに分割統治された。分割線はリオ・デ・オロの真ん中を走り、モロッコはサギア・エル・ハムラと北の部分を、モーリタニアはティリス・アル・ガルビーヤと呼ばれる北部州のように、下の3つの部分を併合した。その州都がすでにダフラと呼ばれていた。 4年間のポリサリオ戦線との戦いの後、モーリタニアはTiris al-Gharbiyyaを放棄し、西サハラから撤退した。その後モロッコとポリサリオ戦線の間で紛争がおこり、未だ解決していない。1991年より停戦が発効している。
この地域は今日、モロッコの砂の壁によって西側を分断されており、ポリサリオ戦線は東にサハラ・アラブ民主共和国支配下の自由地域を持っている。これらの地域は、MINURSOによって交渉中である。